# Hedel (Noord-Brabant)
Hedel is een buurtschap  in de gemeente Oirschot in de Nederlandse provincie Noord-Brabant. Het ligt ruim een kilometer ten noorden van het dorp Oirschot en iets ten westen van Evenheuvel.